# 坦加拉
坦加拉是巴西北大河州的一个市镇。总面积356.78平方公里，总人口13526人，人口密度37.9人/平方公里。